# Meliton (Sołowjow)
Meliton, imię świeckie: Michaił Dmitrijewicz Sołowjow (ur. 2 października?/14 października 1887 w Swiszczewce, zm. 4 listopada 1986 w Leningradzie) – rosyjski biskup prawosławny.

## Życiorys
W latach 1906–1916 uczył się w szkołach dla misjonarzy w Poimie i w Tambowie. W latach 1916–1917 walczył w armii rosyjskiej, po wybuchu rosyjskiej wojny domowej opowiedział się po stronie Czerwonych i był do zakończenia wojny w 1921 członkiem sztabów w Armii Czerwonej. 24 listopada 1921 został wyświęcony na diakona, zaś 23 stycznia 1922 - na kapłana. Podjął pracę duszpasterską w eparchii penzeńskiej, gdzie służył do 1927. Kolejne siedem lat był duchownym eparchii moskiewskiej. Od 1935 utrzymywał się z pracy księgowego.
W 1941 został zmobilizowany i powołany do służby jako oficer sztabowy. W 1946, po demobilizacji, podjął pracę jako nauczyciel; w 1948 w trybie eksternistycznym ukończył szkołę nauczycielską w Kałudze. Służbę kapłańską ponownie podjął w 1954. Od 1962 był duchownym parafii Kazańskiej Ikony Matki Bożej w Łudze. Od 1955 do 1963 w trybie zaocznym ukończył kolejno seminarium duchowne i Akademię Duchowną w Leningradzie, uzyskując tytuł kandydata nauk teologicznych. Od 1966 był proboszczem parafii przy cerkwi Trójcy Świętej we Wsiewołożsku. 25 czerwca 1970 został rektorem seminarium duchownego w Leningradzie, zaś 16 lipca tego samego roku złożył wieczyste śluby mnisze. Dwa dni później otrzymał godność archimandryty.
26 lipca 1970 w soborze Trójcy Świętej w Ławrze Aleksandra Newskiego miała miejsce jego chirotonia na biskupa tichwińskiego, wikariusza eparchii leningradzkiej. Jako konsekratorzy w ceremonii wzięli udział metropolici leningradzki i nowogrodzki Nikodem, kijowski i halicki Filaret, arcybiskupi krasnodarski i kubański Aleksy, charkowski i bohoduchowski Leoncjusz oraz biskupi czerniowiecki i bukowiński Teodozjusz, dmitrowski Filaret i czernihowski i nieżyński Włodzimierz. W raporcie Urzędu ds. Wyznań z tego samego roku, dzielącym hierarchów Rosyjskiego Kościoła Prawosławnego na całkowicie lojalnych wobec władz państwowych, lojalnych, lecz starających się umacniać struktury kościelne oraz niepewnych, został zaliczony do pierwszej grupy.
Funkcję rektora seminarium Meliton (Sołowiew) przestał pełnić w 1974. Sześć lat później otrzymał godność arcybiskupa, zaś w 1986 zmarł.